# Pankreatitida
Pankreatitida čili zánět slinivky břišní vzniká zadržením trávicích enzymů ve slinivce, které vyvolají edém (otok) až samonatrávení slinivky. Nejčastější příčiny jsou zaklínění žlučového konkrementu (kamínku) ve Vaterské papile (papilla duodeni major) a chronická konzumace alkoholu.
Akutní zánět řadíme mezi náhlé příhody břišní, může končit smrtí. Příčiny vzniku akutního zánětu slinivky břišní jsou různé a někdy pravý důvod ani nelze zjistit. Je doprovázena tzv. Cullenovým a Greyovo-Turnerovým znamením.

## Typy podle příčin
- alkoholická – chronická konzumace alkoholu
- biliární – konkrement ve žlučových cestách
- iatrogenní
- pooperační
- poléková
- traumatická
- infekčního původu (virová)